# Ceyhan (fiume)
Il fiume Ceyhan (in turco Ceyhan Nehri o Jihun) è uno dei più importanti fiumi della Turchia.
Anticamente era conosciuto con il nome di Piramo (in latino Pyrămus, in greco antico Πύραμος).

## Corso del fiume
La sua lunghezza totale è di circa 509 km o 316 miglia.
Ha la sua fonte (nota come Söğütlü Dere) in un luogo chiamato Pınarbaşı sui Monti Nurhak nell'Anti-Tauro; passa a 3 miglia a sud est di Elbistan, nella provincia turca di Kahramanmaraş, dove viene alimentato dal Harman Deresi e da altri piccoli corsi d'acqua.
Attraversa l'omonima città, (103.800 ab. nel 2007), per poi sfociare nel golfo di Alessandretta, di fronte alla città omonima, notevole porto fluviale e attivo centro commerciale, a 48 chilometri a sud-est di Adana e presso la cittadina di Karataş.

### Affluenti
I suoi principali affluenti sono: Harman, Göksun, Magara gozu, Fırnız, Tekir, Körsulu, Aksu (che confluisce nel Ceyhan, alla periferia di Kahramanmaraş), Çakur, Susas e Çeperce. Alla foce parte delle sue acque confluiscono nella laguna di Akyayan.

### Portata
Il bacino di utenza è di 21.200 km², il flusso medio di acqua è di circa 230 m³/s

## Origini del nome

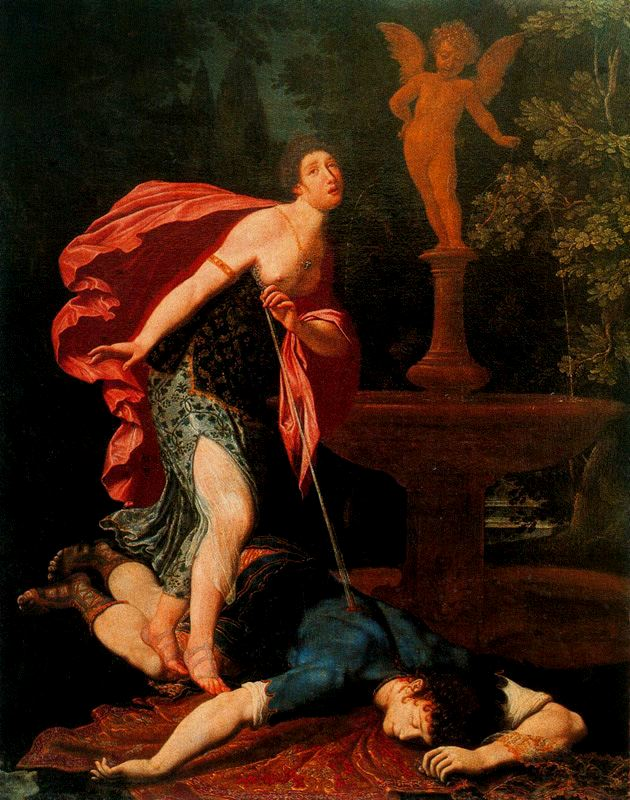
Morte di Piramo e Tisbe di Gregorio Pagani (Galleria degli Uffizi, Firenze)

Trae il nome dal dio fluviale omonimo, protagonista di una diffusissima leggenda della mitologia greca, quella di Piramo e Tisbe.
L'attuale nome deriva dal termine arabo Jayhan, che fu applicato dai turchi sia al fiume che all'omonimo distretto.

## L'antico Piramo
Stefano di Bisanzio scrisse che un tempo si chiamava Leucosiro (in latino Leucosyrus).
Asitawanda (o Azitawandas), signore di Azatiwataya, fece costruire una cittadella fortificata, sulla collina di Karatepe, per dominare il fiume Piramo e controllare un'antica tratta carovaniera denominata Akyol (la via bianca).
Alla memoria di questo importante fiume è legato anche un oracolo riferito da Strabone:
(Strabone, Geografia, 1,3,7.52; 12,2,4.536)
Storicamente il nome del Piramo si lega alla spedizione di Alessandro Magno; così Stefano di Bisanzio e Pseudo Scilace. Licofrone furono gli unici a fornire informazioni sull'antica città di Magarso (in greco Μεγαρσος, Mègarsus), l'odierna Karataş, posta sulla foce del fiume.
Cicerone, si accampò sul fiume Piramo, e vi rimase da giugno a metà luglio del 50 a.C. pronto ad intervenire contro i Parti, che avevano invaso la Provincia di Siria.
Il poeta greco Nonno di Panopoli (V secolo) parla di questo fiume nel VI libro della sua opera Dionysiaca:
(Libro VI, vv. 339-355)
(Libro XII, vv. 84-85)

### Antica
- Arriano, Anabasi di Alessandro
- Stefano di Bisanzio, (s.v.) Πύραμος
- Strabone, Geografia

### Moderna
- Lorenzo Braccesi, Hisperìa, Studi sulla grecità di Occidente, L'Erma di Bretschneider, Roma 2000, ISBN 88-8265-074-X
- Mario Attilio Levi, La città antica, L'Erma di Bretschneider, Roma 1989, ISBN 88-7062-649-0